# Iris Marion Young

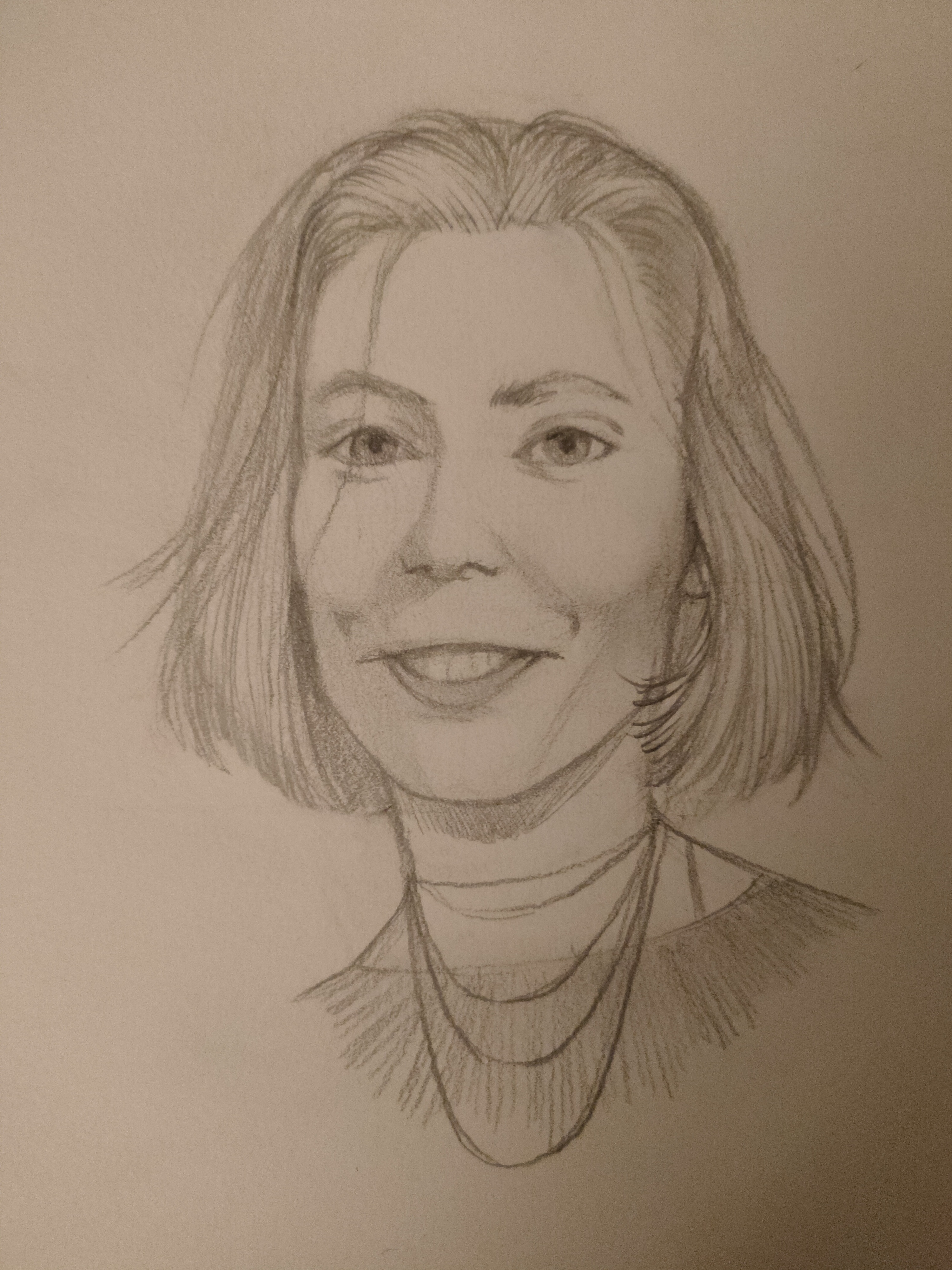
Portrait von Iris Marion Young

Iris Marion Young (* 2. Januar 1949 in New York City; † 1. August 2006) war Inhaberin der Professur für Politikwissenschaft an der University of Chicago, die mit einem Gender Studies Center und einem Menschenrechtsprogramm verbunden war.

## Leben
Young promovierte 1974 an der Pennsylvania State University in Philosophie. Bevor sie an die University of Chicago berufen wurde, dozierte sie neun Jahre Politische Theorie an der Graduate School of Public and International Affairs der University of Pittsburgh. Davor hatte sie Lehraufträge unter anderem am Worcester Polytechnic Institute (WPI) und an der Universität von Miami. Im Sommersemester 1995 bekleidete Young eine Gastprofessur an der Johann Wolfgang Goethe-Universität in Frankfurt am Main. Auslandsstipendien führten sie an Universitäten und Institute auf der ganzen Welt, darunter Princeton University, das Institut für die Wissenschaften vom Menschen in Wien, die Australian National University und nach Südafrika (via Human Sciences Research Council). Ihre Forschungsschwerpunkte waren zeitgenössische Politische Theorie, feministische Sozialtheorie und normative Politikfeldanalyse.
Young starb am 1. August 2006 an Speiseröhrenkrebs.

## Bedeutung
Ihre zahlreichen Publikationen wurden in verschiedene Sprachen übersetzt, darunter Deutsch, Italienisch, Spanisch und Schwedisch, und fanden in der Fachwelt rege Rezeption. Youngs Beiträge zur wissenschaftlichen Lehre galten als weit gefasst und beinhalteten u. a. Gerechtigkeitstheorie, Demokratische Differenzierung, Feministische politische Theorie, Europäische politische Theorie (Michel Foucault, Jürgen Habermas), Ethnologie und Internationale Beziehungen sowie Gender.

## Schriften (Auswahl)
- Justice and the Politics of Difference (Princeton University Press, 1990)
- Throwing Like a Girl and Other Essays in Feminist Philosophy and Social Theory (Indiana University Press, 1990)
- Intersecting Voices: Dilemmas of Gender, Political Philosophy, and Policy (Princeton University Press, 1997)
- Inclusion and Democracy (Oxford University Press, 2000)
- Global Challenges. War, Self-Determination and Responsibility for Justice (Polity Press, 2007)
- Responsibility for Justice (Oxford University Press, 2011)